# Sport en Algérie
 (août 2015).
Si vous disposez d'ouvrages ou d'articles de référence ou si vous connaissez des sites web de qualité traitant du thème abordé ici, merci de compléter l'article en donnant les références utiles à sa vérifiabilité et en les liant à la section « Notes et références ».
Le sport algérien commence réellement pendant la colonisation française. Plusieurs disciplines sont pratiquées et de nombreuses compétitions sont lancées.
Lors de l'indépendance, l'Algérie continue à maintenir le cap pour développer plusieurs disciplines sportives comme le football, le volley-ball, le handball, les arts martiaux (taekwondo, judo, karaté, full-contact, etc), l'athlétisme, la natation, le tennis, le cyclisme, la boxe, l'aviron, la voile.

## Jeux
- Le jeu existait déjà pendant l'antiquité. Dans les Aurès, les gens jouent à plusieurs jeux dont (khardeba). Les jeux de cartes, ainsi que le jeu de dames et les jeux d'échecs font partie de la culture algérienne[1],[2]. Les courses de chevaux (fantasia) et le tir au fusil font partie des loisirs culturels d'une partie des Algériens.

## Sports
| Boubekeur (AS Monaco) Defnoun (Olymp.Alès) Zitouni Bekhloufi (AS Monaco) Arribi (RC Lens) Rouaï (SCO Angers) Mekhloufi (AS St.Étienne) Ben Tifour (AS Monaco) Kermali (Olymp.Lyon) Brahimi Bouchouk (FC Toulouse) |

- Le sport en Algérie le plus pratiqué et le plus populaire reste le football. Plusieurs clubs de football ont vu le jour durant les premières décennies du XXe siècle. l'Association des oulémas musulmans algériens encourageait fortement l'initiative de créer les Scouts musulmans algériens. Plusieurs activités sportives se sont déroulées au cours de la vie de cette association puis le parti populaire algérien s'engage à gérer les scouts et les clubs sportifs. Plusieurs Algériens ont participé dans diverses manifestations sportives au XXe siècle (jeux olympiques, jeux panafricains, jeux panarabes, jeux méditerranéens, etc.).
- Pendant la Guerre d'Algérie. l'équipe de football du FLN participe lors de la tenue de tournois.
- Plusieurs complexes sportifs algériens sont construits. Le stade de football en Algérie est tenu par les clubs de football algérien. Le Ministère de la Jeunesse et des Sports en Algérie gère toutes les activités lié au sport. Plusieurs activités sportives nationales ou internationales sont organisées autour des divers disciplines sportives en Algérie. Il existe plusieurs fédérations de sport qui contribuent au développement des disciplines sportives. La plus importante est la Fédération algérienne de football (FAF). Cette dernière est une association regroupant les clubs de football d'Algérie et organisant les compétitions nationales et les matchs internationaux de la sélection d'Algérie (Équipe d'Algérie de football).
- Le premier Algérien médaillé d'or est El Ouafi Boughera en 1928 lors des jeux olympiques d'Amsterdam au Marathon. Plusieurs hommes et femmes ont été des champions en Athlétisme dans les années 1990 tels que Hassiba Boulmerka, Noureddine Morceli, etc. Au football, plusieurs noms sont gravés dans l'histoire du sport en Algérie comme Rabah Madjer, Lakhdar Belloumi, etc. Certains sports comme la boxe ont également connu leurs heures de gloires et ce depuis les années 1950 : Belhadj Mohand Cherif (champion national et ancien colonel de la wilaya III), Mohamed Benguesmia champion du Monde, catégorie mi-lourds, Loucif Hamani fut champion d'Afrique, etc.

## Événements sportifs
- Jeux méditerranéens en 1975 et en 2022
- Jeux africains en 1978 et en 2007
- Jeux africains de la jeunesse de 2018
- Coupe d'Afrique des nations de football en 1990
- Championnat d'Afrique des nations de football en 2022
- Coupe d'Afrique des nations junior 2013
- Coupe d'Afrique des nations des moins de 17 ans 2009
- Championnats d'Afrique de boxe amateur en 1998
- Championnat d'Afrique des nations masculin de handball 1976, 1989, 2000 et 2014
- Championnat d'Afrique des nations féminin de handball 1976, 1989, 2000 et 2014
- Championnat du monde junior masculin de handball 2017
- Jeux panarabes 2004
- Championnat d'Afrique masculin de basket-ball 1995 et 2005
- Championnat d'Afrique masculin de volley-ball 1993
- Championnat d'Afrique féminin de volley-ball 2009
- Championnat du monde masculin de volley-ball des moins de 19 ans 2005
- Championnats d'Afrique d'athlétisme en 1988, en 2000 et en 2021
- Championnats arabes juniors d'athlétisme 2016
- Championnats panarabes d'athlétisme 1987
- Championnats d'Afrique de cross-country 2018
- Championnats d'Afrique de natation 2018
- Championnats d'Afrique d'aviron 2014
- Championnats d'Afrique de lutte 2020
- Championnats d'Afrique de gymnastique artistique 2016
- Championnats d'Afrique de judo 2000 et 2022
- Coupe du monde de football militaire 1960

## Basket-ball
Le basket-ball s'est développé en Algérie du temps de la colonisation, il y avait une ligue régionale menée par la Fédération française. Après l'indépendance de l'Algérie en 1962, le championnat de basket-ball algérien a débuté la même année.

## Équitation

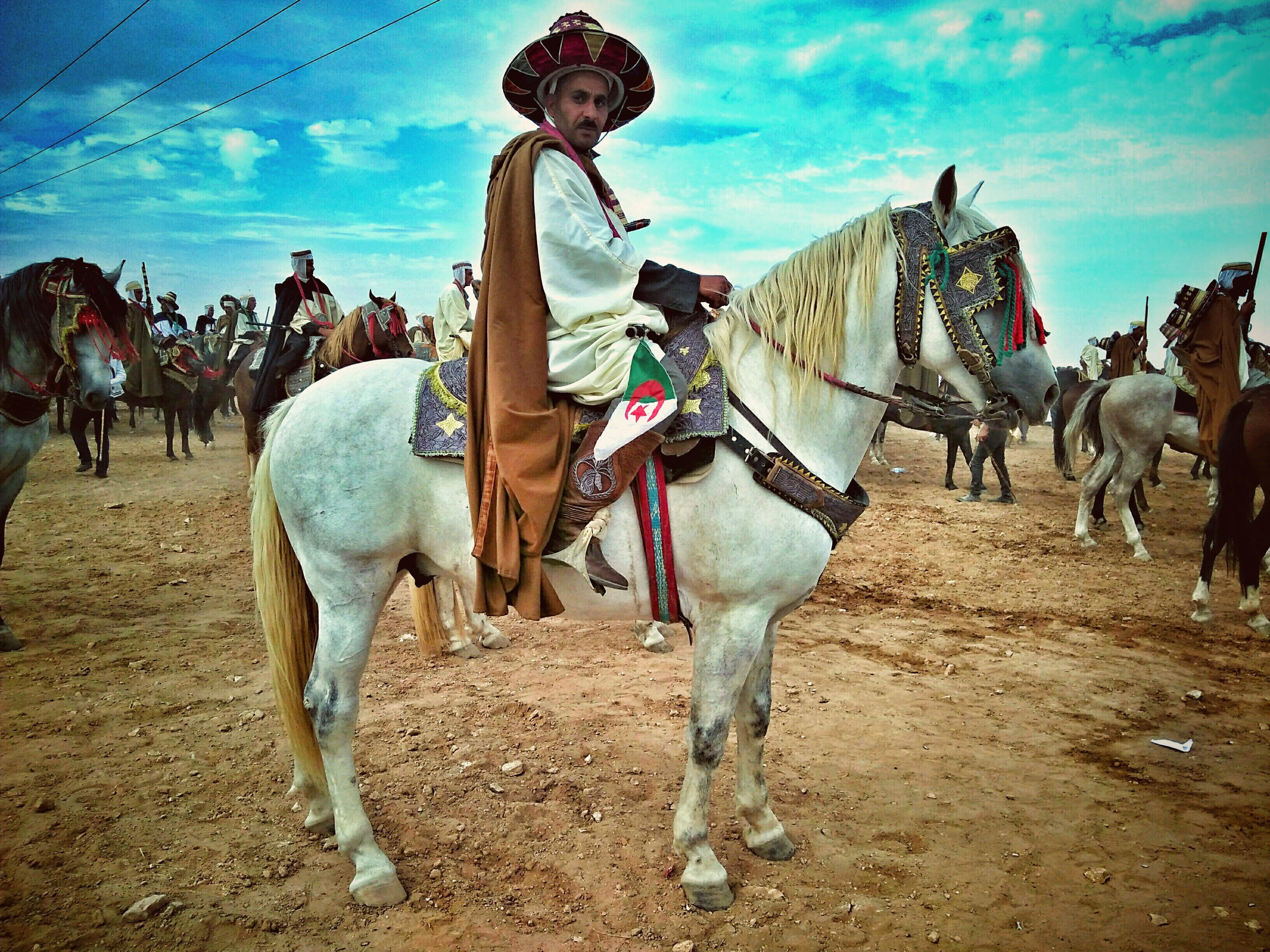
Cheval barbe lors d'une fantasia.
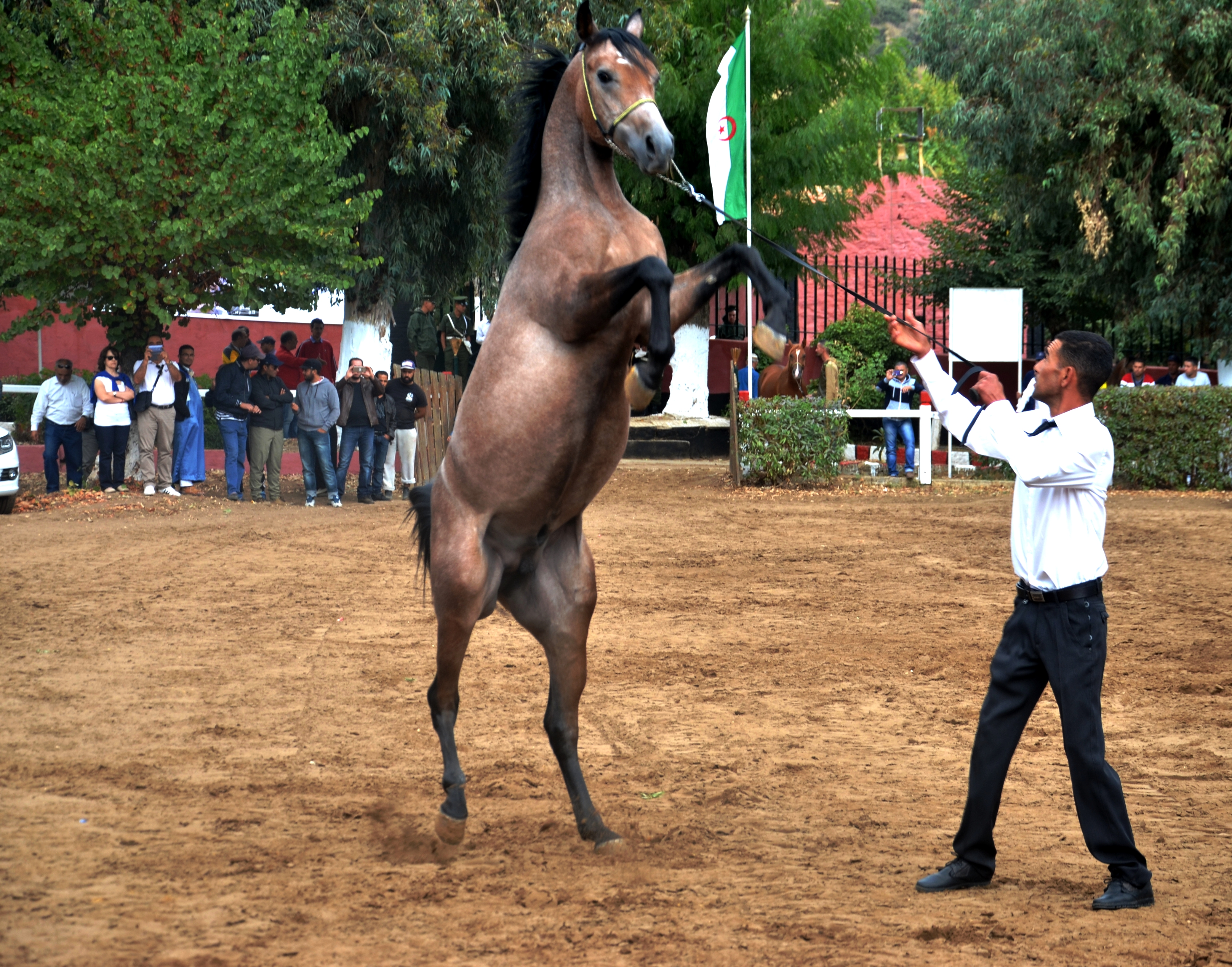
Dressage.
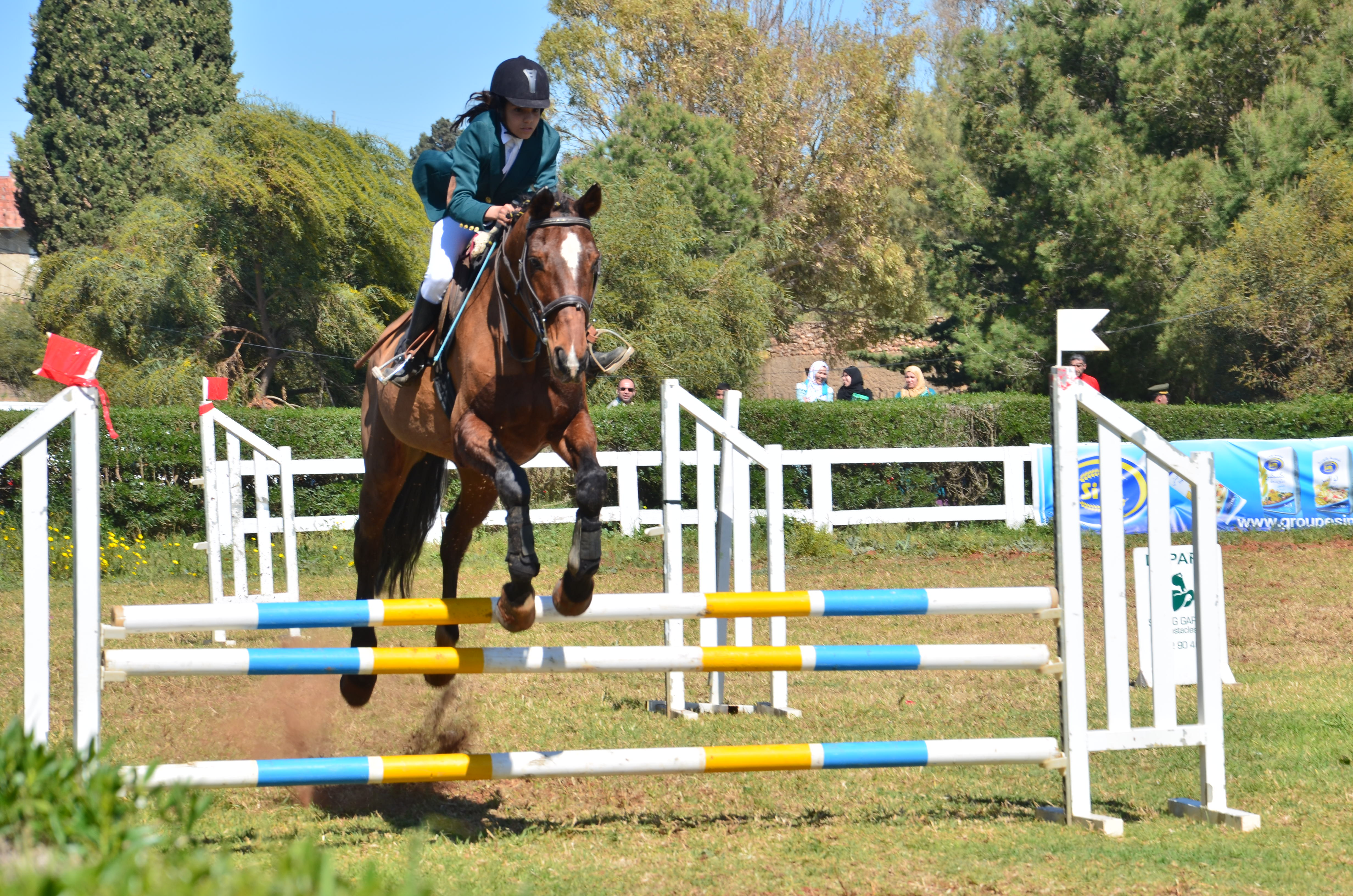
Saut d'obstacles.

## Arts martiaux
Shihan Alilouche Boualem est le premier algérien à recevoir le 'Shihan' au Karaté, c'est le plus haut titre, cela signifie, maître, modèle ou guide.

## Rugby
Le rugby à XV est un sport en voie de développement en Algérie. La Fédération algérienne de rugby (FAR) est l'organisme qui a pour but de promouvoir la pratique du rugby à XV en Algérie.

## Football américain
L'Algérie possède une équipe de football américain. Elle est appelée les 'Algeria American Football Team'.

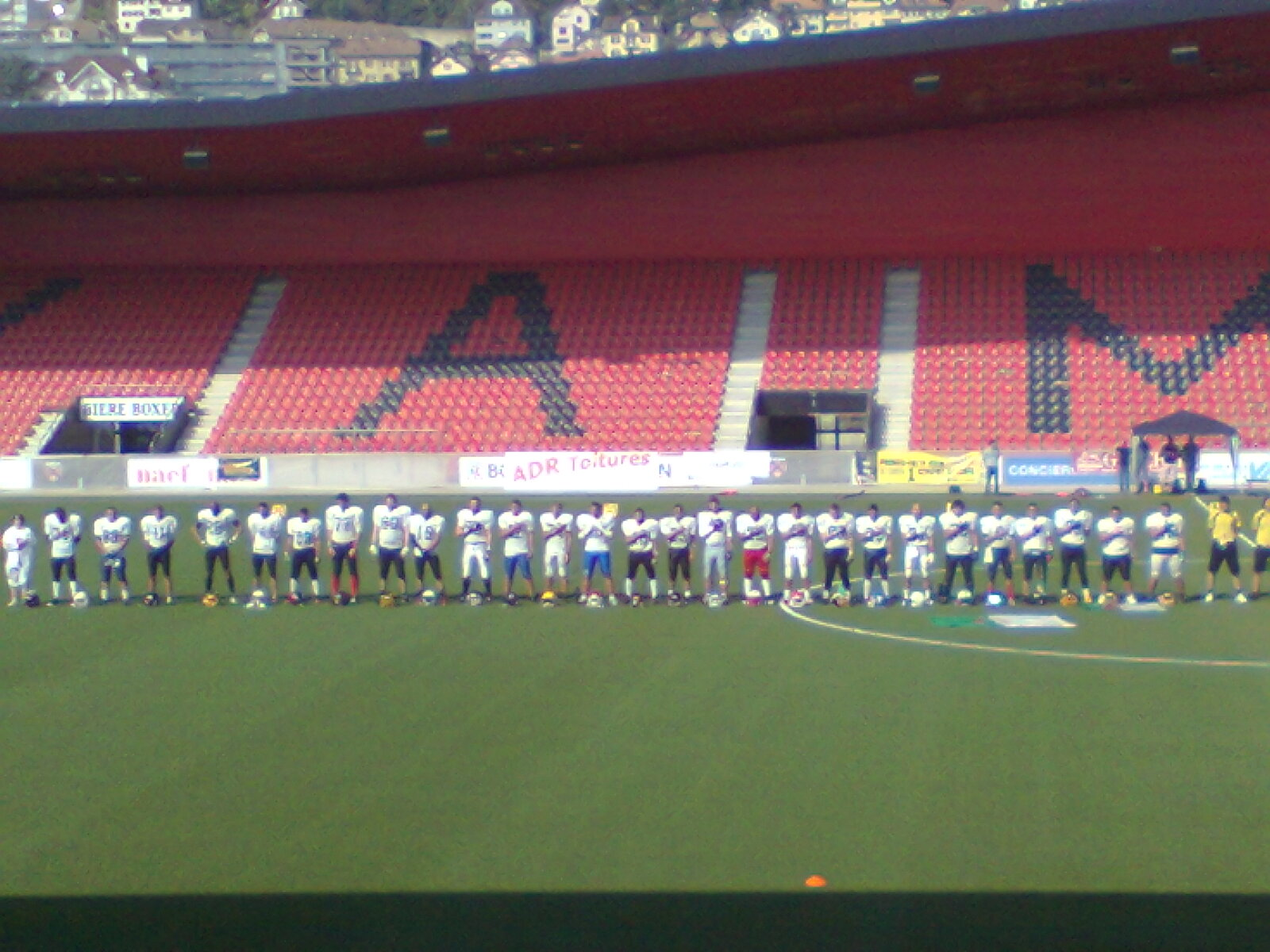
Algérie foot us, les "Ninety Three" en référence au département de la Seine-Saint-Denis.

## Judo
Parmi les fondateurs du judo algérien Maître Saidani Mohammed, notamment en 1976 avec la jeunesse sportif Kabylie avec qui il remporta plusieurs championnats nationaux et championnats d’Afrique de la discipline.
Né en 1936 à Ait Ouaneche en Algérie, il émigra dès 1948 en France où il contribua à la lutte de libération au sein de la fédération de France, ceinture noire en 1956, il fera plusieurs compétitions au Japon, il participa à la fondation du Judo Algérien dès 1963. et par la suite 'Maître de Judo' au sein de plusieurs clubs. Il décéda en 1981, et fut enterré dans son village natal à proximité de Tizi Ouzou.
Plusieurs hommages lui sont dédiés chaque année au niveau des salles de Judo, dont plusieurs portent son nom.
Les judokas Amar Benikhlef, Ali Idir, ont gagné plusieurs fois le Championnat d'Afrique des nations de judo masculin. Également plusieurs femmes comme Soraya Haddad, Salima Souakri, ont eu des trophées lors du Championnat d'Afrique des nations de judo féminin.

## Athlétisme

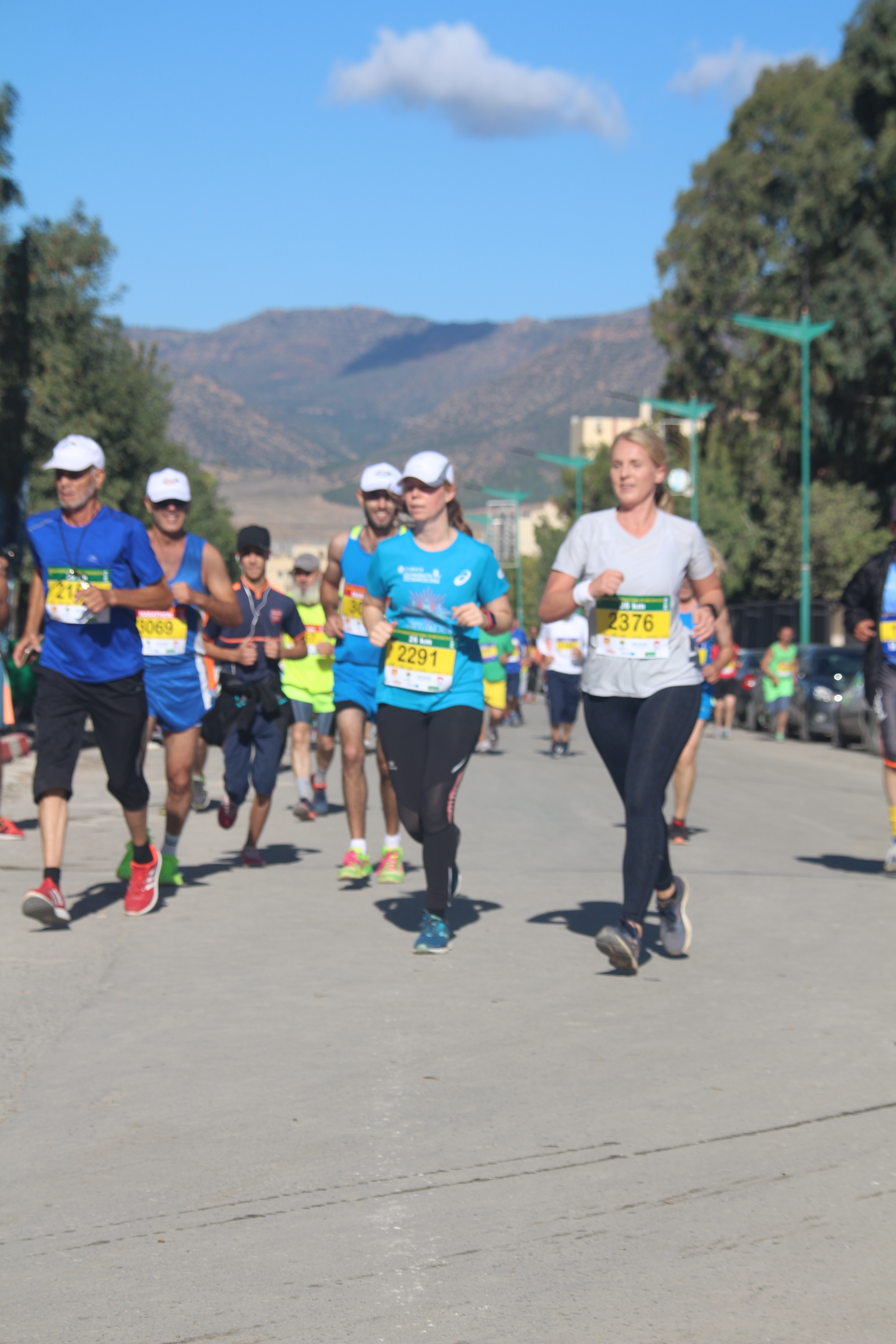
Marathon international de Medghacen.

L'athlétisme algérien moderne repose sur les anciennes structures sportives coloniales françaises. L'Algérie dans son histoire, a toujours été une grande terre de sport et notamment d'athlétisme. La période antique considérait la Numidie (ancien nom de l'Algérie et d'une partie de l'Afrique du Nord), comme un peuple d'us et coutumes helléniques, et son peuple participait aux jeux panathénaïques. Ces jeux semblables aux jeux d'Olympie, étaient réservés aux peuples grecs et aux peuples hellénisés et se dérouler à Athènes. D'autres jeux dans d'autres villes existaient comme à Delphes, Némée ou sur l'isthme de Corinthe. D'ailleurs le prince numide, Mastanabal a été couronné champion olympique d'un de ces jeux, dans la discipline des courses de chars.
Bien que cette discipline, ainsi que le pugilat et le pancrace, soient retirés de nos jours de l'athlétisme moderne, il n'en demeure pas moins que l'Algérie a toujours été une grande nation sportive.
Après le football et le handball, et bien avant les arts martiaux avec à leur tête la boxe et le karaté, l'athlétisme est le troisième sport le plus populaire d'Algérie.
L'athlétisme algérien est régi par la FAA, la Fédération Algérienne d'Athlétisme, qui s'occupe d'organiser les différentes manifestations sportives nationales mais aussi internationales que l'Algérie pourrait accueillir.
C'est aussi elle qui est chargée de faire respecter un règlement qu'elle a elle-même émis, et de désigner le quota d'athlètes algériens par clubs, dans toutes les catégories d'âge pour les compétitions internationales.
En compétition nationale, un club se détache du lot, il s'agit de la section d'athlétisme du club omnisports du MC Alger. Depuis 2009, toutes les sections sportives de ce club, hormis le football, ont pris la dénomination GSP "Groupe Sportif Pétrolier". Le classement de la saison 2008-2009, place ce club à la première place avec un total de 976 points, dont 16 titres dans les catégories de l'athlétisme.
Cela peut s'expliquer par le fait que la ville d'Alger, d'où est originaire ce club, dispose de grandes infrastructures sportives, mais aussi d'un excellent vivier et de bons moniteurs de sports, spécialisés dans cette discipline.
L'athlétisme algérien a toujours été honorable en compétitions internationales. Il s'est déjà distingué en catégories masculines, comme en catégorie féminines, dans les compétitions olympiques, mondiales, africaines ; mais aussi méditerranéennes et arabes.
L'Algérie a également accueilli de nombreuses manifestations sportives sur sol concernant l'athlétisme, dont les jeux africains de 1978 et 2004 mais aussi méditerranéens en 1975.
Voyons donc le nombre de titres remportés par l'Algérie dans les différentes compétitions internationales d'athlétisme.

## Listes des athlètes algériens masculins titrés en compétitions internationales

### Jeux olympiques (athlétisme)
L'Algérie indépendante participe la première fois aux Jeux de Munich en 1972 avec cinq athlètes masculins:
- Azzeddine Azzouzi (800 m)
- Mohamed Kacemi (5 000 m)
- El Hadi Sayah (100 m)
- Sid Ali Djouadi (800 m)
- Kamel Guemmar
- Boualem Rahoui (3 000 m steeple)
- Djabir Saïd-Guerni (800 m)
- Abderrahmane Hammad (Saut en Hauteur)
- Ali Saïdi-Sief (1 500 m)

Seul Azzouzi atteint les quarts de finale sur 800 mètres, les autres sont éliminés dans les séries.

#### Les médaillés d'or en athlétisme
- Noureddine Morceli (1 500 m) aux jeux olympiques d'Atlanta 1996
- Hassiba Boulmerka (1 500 m) aux jeux olympiques de Barcelone 1992
- Nouria Benida-Merah (1 500 m) aux jeux olympiques de Sydney 2000
- Taoufik Makhloufi (1 500 m) aux jeux olympiques de Londres 2012

#### Les autres médaillés  en athlétisme
- Ali Saïdi-Sief (1 500 m) aux jeux olympiques de Sydney 2000
- Djabir Saïd-Guerni (800 m) aux jeux olympiques de Sydney 2000
- Abderrahmane Hammad (Saut en Hauteur) aux jeux olympiques de Sydney 2000
- Taoufik Makhloufi (1 500 m) aux jeux olympiques de Rio

### Championnat du Monde d'Athlétisme
Avant les premiers championnats du monde d'athlétisme survenus en 1983 à ROME, la coupe du monde d'athlétisme existait déjà -première édition en 1977 à DUSSELDORF- (Allemagne), elle regroupait les cinq continents. Les disciplines sont organisées par finale directe. C'est ainsi que l'athlète Abderrahmane Morceli, frère du futur champion olympique Noureddine, se classa 4e sur 1 500 mètres.

### Jeux Méditerranéens (Athlétisme)
La première participation algérienne aux Jeux méditerranéens date de 1967 à Tunis.
L'athlète Rabéa Ghezlane, native des Aurès, se classa troisième au 100 mètres dames.
En 1971 à Izmir (Turquie), le longiligne Azzeddine Azzouzi quant à lui occupa la troisième place (médaille de bronze) du 800 mètres messieurs.
En 1975 à Alger, Boualem Rahoui est médaillé d'or du 3 000 mètres steeple devant le meilleur spécialiste, l'Italien Franco Fava, avec un chrono mondial à l'époque (8 minutes 20 secondes et 2/10) et aussi médaille de bronze sur 10 000 mètres.
Chérif Benali se classa troisième sur 5 000 mètres et Mohamed Sid Ali Djouadi aussi troisième sur 800 mètres.
Les jeux suivants confirmèrent la bonne santé de l'athlétisme algérien.

## Listes des athlètes algériens féminins titrés en compétitions internationales

### Jeux Olympiques (Athlétisme)
- Hassiba Boulmerka (1 500 m) aux jeux olympiques de Barcelone 1992
- Nouria Benida-Merah (1 500 m) aux jeux olympiques de Sydney 2000

### Championnats panarabes
- 2013
  - Souheir Bouali  100 m,  200 m
  - Kenza Dahmani  10 000 m et semi-marathon
  - Amina Bettiche  3 000 m steeple
  - Baya Rahouli  triple saut
  - Yassmina Omrani  heptathlon
  - Bariza Ghezelani , 10 km marche
  - Lahna Khasrani , 10 km marche

## Football
- La Fédération algérienne de football (FAF) est une association regroupant les clubs de football d'Algérie et organisant les compétitions nationales et les matchs internationaux de la sélection d'Algérie.

La fédération nationale d'Algérie est fondée en 1962. Elle est affiliée à la FIFA depuis 1963 et membre de la CAF depuis 1964. Son Président est Mohamed Raouraoua.

### Histoire

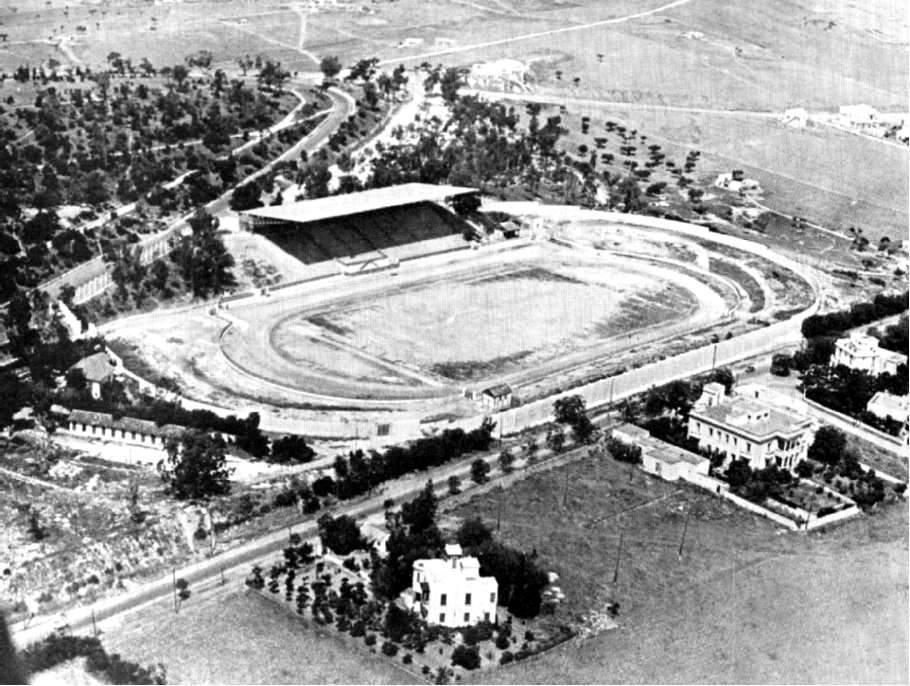
Le Stade Chedly Zouiten à Tunis, qui accueillait les matchs de l'équipe de l'ALN puis du FLN

Avant l'indépendance du pays en 1962, la première équipe représentant l'Algérie est créé en 1956 par deux anciens joueurs et entraineurs, Ahmed Benelfoul et Habib Draoua, elle se compose essentiellement des joueurs amateurs évoluant en Algérie et en Tunisie. L'équipe est batisée sous le nom de l'Armée de libération nationale (ALN) en mai 1957 après avoir été approuvée par le Front de libération nationale. Le premier match de l’équipe d'Algérie de football (منتخب الجزائر لكرة القدم) fut joué contre la Tunisie, a Tunis, le 1er juin 1957; elle remporte ce match sur le score de 2 buts à 1.
En avril 1958, Mohamed Boumezrag, créa l'équipe du FLN, composée de joueurs algériens évoluant dans les clubs français,. Des joueurs d'origine algérienne, tels: Rachid Mekloufi, Abdelaziz Ben Tifour, ou encore Mohammed Zakraoui, premier sélectionneur de l'équipe, ont joué pour l'équipe de France. Mahi Khennane a d'ailleurs joué d'abord pour la France puis pour l'Algérie.
La première compétition internationale de l'équipe d'Algérie fut sa participation à la coupe d'Afrique des nations de 1968 (CAN 1968). Elle repartit de la CAN 1968, avec deux défaites contre l’Éthiopie (1-3, but de Boualem Amirouche) et contre la Côte d’Ivoire (0-3) et une victoire 4-0 sur l’Ouganda (triplé de Hassen Lalmas et but de Mokhtar Khalem).
Elle participe pour la première fois aux qualifications de la Coupe du Monde en 1970, ou elle disputa son premier match en Libye contre l'équipe du Yémen du Sud et écrase cette dernière par un score sans appel de 15 buts à 1. Mais le 21 avril 1976, à Cottbus, en RDA, l’Algérie essuiera sa plus large défaite contre la RDA sur le score de 5 buts à 0. De 1970 à 1978 inclus, l’Algérie ne se qualifia pour aucune compétition internationale. Durant cette période, l’Algérie remporte les Jeux Méditerranéens en 1975 et les Jeux panafricains en 1978.

#### Coupe d'Afrique des nations de 1980
Lors de la Coupe d’Afrique 1980, l’Algérie fut finaliste, après le parcours suivant : après un match nul contre le Ghana (0-0), elle enregistre deux victoires contre le Maroc (1-0, but de Lakhdar Belloumi) et contre la Guinée (3-2, but de Hocine Benmiloudi et doublé de Tedj Bensaoula), puis en demi, elle bat l’Égypte aux tirs au but (2-2, tab 4-2, buts de Salah Assad et de Benmiloudi), en finale, l’Algérie s’incline contre le Nigeria 3-0. En 1982, à la Coupe d’Afrique des nations, l’Algérie termine quatrième.

#### Coupe du monde 1982
La première participation de l'équipe d'Algérie en phase finale de coupe du monde, c'est celle qui s'est déroulé en 1982 en Espagne. Une nouvelle génération de joueurs: (Rabah Madjer, Lakhdar Belloumi, Mustapha Dahleb, Salah Assad) a permis à l’équipe d'Algérie d'arracher le ticket pour le mondial espagnol. Tout le monde a en mémoire la Coupe du Monde 1982 en Espagne où l'Algérie a battu un des grands favoris, la RFA 2-1 (buts de Rabah Madjer et de Lakhdar Belloumi), en phase de poule. Elle a ensuite perdu face à l'Autriche et battu le Chili 3-2 (doublé de Salah Assad et but de Tedj Bensaoula). C'était sa première participation à la Coupe du Monde. Le match RFA-Autriche devait décider du sort des algériens : seule une courte victoire des allemands pouvait qualifier les deux équipes européennes, aux dépens de l'Algérie. L'Allemagne ouvrit la marque après 10 minutes de jeu, après quoi les deux équipes décidèrent de ne plus attaquer et se livrèrent à un jeu de passe à 10 pendant plus d'une heure pour conserver le score en l'état. Ce résultat provoqua l'élimination de l'équipe d'Algérie et entraîna de vives polémiques.

#### Coupe d'Afrique des nations de 1984
En 1984, elle prend la troisième place lors de la CAN 1984.

#### Coupe d'Afrique des nations de 1986
Lors de la CAN 1986, elle reparte avec deux défaites et un match nul, et est éliminée au premier tour.

#### Coupe du monde 1986
Au Mexique, lors de la Coupe du monde de football 1986, les Algériens ne franchirent pas non plus le premier tour dans un groupe difficile composé de l'Irlande du Nord (match nul 1-1), le Brésil (défaite 1-0) et l'Espagne (défaite 3-0). Le seul buteur de la compétition est Djamel Zidane. Par la suite, l'Algérie ne parvint pas à se qualifier pour une autre Coupe du monde.

#### Coupe d'Afrique des nations de 1990
En 1990, l’Algérie accueille la CAN 1990. Dans le groupe A, elle termine première en battant respectivement le Nigeria (5-1, doublés de Djamel Menad et de Rabah Madjer, but de Djamel Amani), la Côte d’Ivoire (3-0, buts de Djamel Menad, Tahar Cherif El Ouazzani et de Chérif Oudjani) et l’Égypte (2-0, buts de Amani et de Moussa Saïb). En demi-finale, elle bat le Sénégal 2 buts à 1 (buts de Djamel Menad et de Djamel Amani) devant 85 000 personnes au Stade 5-juillet-1962. En finale, dans le même stade mais devant 100 000 personnes, contre le Nigeria, Chérif Oudjani à la 38e minute délivre tout un stade et tout un peuple, il permet surtout à l’Algérie de décrocher le titre de champion d’Afrique. Djamel Menad est meilleur buteur de la compétition avec 4 buts. Fort d’un titre de champion d’Afrique, l’équipe d'Algérie ne réussit pourtant pas à se qualifier pour la Coupe du Monde en Italie.

#### Coupe d'Afrique des nations de 1992
En 1991, elle remporte la Coupe Afro-asiatique des Nations. Tenante du titre, l’Algérie lors de la CAN 1992 déçoit. Elle repart avec une défaite contre la Côte d’Ivoire (0-3) et un match nul contre le Congo (1-1, but de Nacer Bouiche).

#### Coupe d'Afrique des nations de 1994
En 1994, elle est disqualifiée de la CAN 1994, et échoue en qualification pour la Coupe du Monde aux États-Unis.

#### Coupe d'Afrique des nations de 1996
Lors de la CAN 1996, l’équipe d'Algérie revient en une compétition internationale, et termine ex-aequo avec la Zambie mais s’incline en quarts contre l’Afrique du Sud.

#### Coupe du monde 1998, 1998 et 2002
Elle ne participa pourtant pas aux éditions 1998 et 2002 de la Coupe du Monde. De même en 1998, elle termine dernière du groupe A avec trois défaites. En 2000, elle termine deuxième mais s’incline en quarts contre le Cameroun (1-2). En 2002, elle termine dernière du groupe. Ici on veut marquer la différence entre 1990-1996 (période où l’Algérie ne participe à aucune compétition internationale) et 1996-2004 (retour de l’Algérie sur le plan continental).

#### Coupe d'Afrique des nations 2004
Lors de la CAN 2004, elle s’incline en quarts de finale contre le Maroc sur le score de 3 buts à 1 après prolongation.

#### Coupe d'Afrique des nations 2006
L’Algérie ne se qualifia pas lors de la CAN 2006, terminant avant-dernière du groupe.

#### Autres matchs
Elle a disputé au Camp Nou (Stade du FC Barcelone), le 5 juin 2007 un match amical contre l'Argentine. Le match se termine 4-3 avec une victoire de l'Argentine. Lionel Messi (Argentine) et Nadir Belhadj (Algérie) réussissent un doublé. Anther Yahia (Algérie), Esteban Cambiasso (Argentine) et Carlos Tévez (Argentine) marquent chacun un but.

#### Coupe d'Afrique des nations 2008
Pour la CAN 2008, elle termina deuxième du groupe, mais elle n’est pas classée dans les trois meilleurs deuxièmes. L’équipe d'Algérie possède de bons joueurs comme Karim Ziani, Anther Yahia, Brahim Hemdani, Nadir Belhadj, Madjid Bougherra, Lazhar Hadj Aissa, Rafik Djebbour, Hameur Bouazza, ou Abdelkader Ghezzal.

#### Qualifications pour la coupe du monde 2010
Le 11 octobre 2008, l'Algérie fait son retour parmi les 20 meilleures équipes africaines en terminant 1re de son groupe devant le Sénégal, la Gambie et le Libéria, lors des éliminatoires préliminaires de la CAN-CM 2010. Elle se hisse donc pour le 3e et dernier tour des qualifications. Les Fennecs se trouve dans le groupe C, avec la Zambie, le Rwanda et l'Égypte. L'Algérie est ambitieuse car en plus de la CAN, les Fennecs visent aussi le mondial.
Le 19 novembre 2008, l'Algérie a joué un match amical contre le Mali où elle a fait match nul (1-1. Ce match a été marqué par le sublime talent du joueur du club italien de Sienne: Abdelkader Ghezzal.
Mais aussi l'Algérie a joué le 18 novembre 2009 un match historique contre l'Égypte pour la qualification à la coupe du monde 2010 en Afrique du Sud, l'Algérie gagne grâce à un but de Anter Yahia (100 km/h) et est donc qualifié pour la Coupe du Monde après 24 ans d'absence.

### Bilan du football algérien
Titre International (6)
- Coupe d’Afrique des nations de football (2)
  -  Coupe d’Afrique des nations 1990
  -  Coupe d’Afrique des nations 2019
- Coupe arabe des nations de football (1)
  -  Coupe arabe de la FIFA 2021
- Coupe Afro-asiatique des Nations (1)
  -  Coupe Afro-asiatique des nations 1991
- Jeux panafricains (1)
  -  Jeux africains 1978
- Jeux Méditerranéens (1)
  -  Jeux Méditerranéens 1975

Titre Interclubs
- 05 Ligue des champions de la CAF :  MC Alger (1976) ; JS Kabylie (1981 et 1990) ; ES Sétif (1988 et 2014).
- 01 Coupe d'Afrique des vainqueurs de coupe :  JS Kabylie (1995).
- 01 Supercoupe de la CAF :  ES Sétif (2015).
- 01 Supercoupe d'Afrique (non-CAF)[11] :  JS Kabylie (1982)[12].
- 03 Coupe de la CAF :  JS Kabylie (2000, 2001 et 2002).
- 01 Coupe afro-asiatique de football :  ES Sétif (1989).
- 04 Coupe arabe des clubs champions :  WA Tlemcen (1998) ; ES Sétif (2007 et 2008) ; USM Alger (2013).
- 02 Coupe arabe des vainqueurs de coupe :  MC Oran (1997 et 1998).
- 01 Supercoupe arabe :  MC Oran (1999).
- 01 Coupe nord-africaine des clubs champions :  ES Sétif (2009).
- 01 Supercoupe de l'UNAF :  ES Sétif (2010).
- 03 Coupe du Maghreb des clubs champions :  CR Belouizdad (1970, 1971 et 1972).
- 02 Coupe du Maghreb des vainqueurs de coupe :  MC Alger (1972 et 1974).
- 21 Championnat d'Afrique du Nord de football :  AS Marine d'Oran (1921) ; SC Bel-Abbès (1922, 1924, 1925, 1926, 1927, 1953 et 1954) ; AS Saint-Eugénoise (1930) ; CDJ Oran (1931) ; Gallia Club d'Oran (1936) ; JAC Bône (1938) ; ESFM Guelma (1955) ; FC Blida (1923 et 1929) ; Racing Universitaire d'Alger (1935 et 1939) ; Gallia Sports d'Alger (1928, 1937, 1939 et 1951).
- 10 Coupe d'Afrique du Nord de football :  CDJ Oran (1931, 1933, 1934 et 1935) ; AS Saint-Eugénoise (1950) ; USSC Témouchent (1954) ; Racing Universitaire d'Alger (1932 et 1937) ; SC Bel-Abbès (1951 et 1955).

## Handball

### Histoire du Handball algérien
On suppose que le Handball algérien fit son apparition au cours de l'année 1942, dans les centres de moniteurs gérés par des colons durant la période coloniale française. Depuis cette date il est possible de retracer les moments et les années importantes qui ont contribué à la montée en puissance du handball algérien, l'un des meilleurs d'Afrique.
1948 :
Le handball à onze est pour la première fois officialisé; néanmoins un championnat de handball à sept est créé, poussant ainsi le jeu à onze à la disparition définitive.
Cependant, les Algériens ne sont guère nombreux à le pratiquer du fait de la colonisation française et sa discrimination qui prévalait à cette période. De plus, la plupart des sportifs de souche indigène préféraient pratiquer le football ou bien la boxe, les deux sports les plus populaires à cette époque.
1962 :
Dès cette première année de l’indépendance de l’Algérie, en 1962, des Algériens s’impliquent dans la relance de ce jeu.
En septembre, Madaoui Kheir Eddine, alors âgé de 25 ans et évoluant à l’ASSE (Association sportive de Saint-Eugéne, actuellement Bologhine), entame la matérialisation de son projet d’une structure nationale pour gérer le handball. Aussi, il fait appel à son ami de club, le regretté Hamened Abderrahmane. Le concours de Abdoun, alors membre du bureau politique du parti du FLN (Front de libération nationale), chargé de la jeunesse et des sports fut précieux. Il leur facilita, de par sa fonction, à installer leur siège dans le local de l’institution française chargée de cette discipline. Ce sera dans un café de la rue d’Isly (actuellement Larbi Ben Mhidi) que naît la première ligue nationale de handball présidée par Madaoui Kheir Eddine.
La première opération lancée est le championnat avec la participation de cinq formations que sont :
- Association sportive de Saint Eugène (ASSE)
- Handball Club d’Alger (HBCA)
- RIJA Alger
- Blida Études Club (BEC)
- Groupe Laïques Études d’Alger (GLEA).

1963 :
La réussite de cette compétition va engendrer la création de la fédération algérienne de handball (FAHB). Présidée par Benbelkacem Amar, son siège est installé dans les locaux du stade Leclerc, actuellement Ouaguenouni.
Quelque temps après, d’autres rejoignent la compétition. Il s’agit des équipes de Ain Taya, du CR Belcourt, des Spartiates d’Oran, de Skikda, de Saida et d’El Arrouch
De ce fait, le nombre de formations s’élève à 11.
À cette période-là la FAHB regroupait trois régions, à savoir Alger, Oran et Constantine.
Durant l’année 1963, l’Algérie participe pour la première fois à des compétitions internationales officielles, les Jeux de l’amitié de Dakar, au Sénégal.
Le 24 mars, le premier match féminin se déroule au stade Leclerc d’Alger et voit le GLEA battre une sélection scolaire 5-0.
En avril, c’est la première rencontre internationale entre l’équipe nationale algérienne messieurs et celle du Cameroun, aux Jeux de Dakar.
Le premier championnat maghrébin des nations se déroule à Alger. Il est ponctué par la médaille d’or des messieurs et la médaille d’argent des filles.
1967 :
Pour la première fois, la Coupe d'Algérie de handball est créée. Tous les clubs affiliés à la fédération algérienne de handball peuvent y participer. La première édition a vu la victoire du club CR Belouizdad, qui à l'époque s'appelait CR Belcourt.
1968 :
Création de la quatrième ligue, celle des Oasis.
En septembre, le bureau fédéral décide le lancement d’un championnat semi–national. Les équipes de la région d’Alger sont réparties en groupes (est et ouest). Cependant le championnat régional est maintenu.
1973 :
La FAHB organise le premier championnat national regroupant des équipes des régions centre, ouest et est.
En 1975, aux Jeux africains d’Alger, l’équipe nationale messieurs décroche la médaille d’or.
1974 :
Le handball algérien participe pour la première fois de son histoire à un championnat du monde messieurs, C’était en ex-RD Allemagne où elle est éliminée dès le premier tour avec trois défaites.
1975 :
Construction du complexe olympique du 5 juillet à Alger. Deux superbes salles sont réalisées au profit des sports collectifs et en particulier le handball, d’une capacité de plus de 6 000 places. Il s’agit de la Coupole, située dans le complexe et de la salle Harcha Hacéne, au centre d’Alger.
Aux septième jeux méditerranéens d’Alger, le sept national messieurs décroche la médaille de bronze.
1976 :
La FAHB organise un championnat selon une formule régionale.
Les associations sportives issues de la loi de 1901 sont intégrées dans les entreprises économiques et administratives, devenant des associations sportives de performance (ASP)
L’Algérie organise le championnat d’Afrique des nations seniors. Le sept messieurs se classe deuxième.
1977 :
L’Algérie procède à une réforme du sport, à la faveur de laquelle toutes les associations sportives sont intégrées dans les grandes entreprises nationales économiques et administratives.
Un championnat regroupant des ASP est organisé par la FAHB. Les équipes participantes sont le MP Alger, la DNC Alger, le NADIT Alger, le NA Hussein Dey, le MP Oran et le SR Annaba.
1978 :
Première participation d’une équipe nationale dames à un championnat du monde. En ex-république tchèque, le sept national féminin se classe en seizième position sur vingt formations.
1980 :
Première participation de l’équipe nationale messieurs à un tournoi des jeux olympiques. Aux vingt-deuxièmes Jeux Olympiques de Moscou, l’Algérie se classe à la dixième place.
1981 :
Sur le plan africain, l’Algérie remporte le premier titre africain grâce à l’équipe nationale messieurs vainqueur, à Tunis, de la quatrième édition des championnats d’Afrique.
1982 :
Au niveau des compétitions des clubs, le NADIT d’Alger décroche le premier titre africain des clubs. C’était lors de la quatrième édition à Bouaké-Yamoussoukro (Côte d’Ivoire).
1984 :
Aux vingt-troisièmes jeux olympiques de Los Angeles, l’équipe nationale messieurs se classe douzième.
1986 :
L’Algérie organise le troisième championnat du monde militaire des nations. La formation algérienne se classe en deuxième position.
1987 :
Aux quatrièmes jeux africains de Nairobi au Kenya, le sept national messieurs décroche la médaille d’or.
1988 :
Au championnat du monde scolaire de Suède, l’équipe nationale cadette garçons, se classe en 4e position.
1989 :
Après le désengagement des entreprises économiques du sport de compétition et la promulgation d’une nouvelle loi en 1989, Les associations sportives de performance récupèrent de nouveau leurs sigles d’origines.
1990 :
Au championnat d’Afrique des juniors du Caire, les deux équipes nationales (garçons et filles) se classent deuxièmes.
Le 27 mai, le naufrage d’un paquebot transportant l’équipe nationale espoir sur le Bosphore cause la mort tragique de quatre membres de la délégation. Il s’agit des joueurs Chahlef Chahreddine (21 ans), Hadj Kamel Eddine(21 ans) et Hamidi Arezki (22 ans)ainsi que du dirigeant Bourahli Nour Eddine (41 ans).
1992 :
L’équipe nationale dames se classe deuxième au championnat arabe de Syrie.
1994 :
À la mort du président de la CAHB, une Super coupe d’Afrique des clubs est instituée pour commémorer la mémoire du défunt qui a tant donné au handball africain. La première édition se déroule à Dakar. Elle est remportée par le MC Alger
Lancement d’une compétition, dénommée ‘Coupe fédérale’, au profit des équipes de la division nationale ‘Une’, messieurs et dames. Cette compétition qui ne sera pas reprise lors des prochaines saisons, est destinée à permettre à l’équipe nationale messieurs et dames de se préparer.
1995
Après bien des participations infructueuses dans un championnat du monde, l’équipe nationale messieurs parvient à se qualifier au second tour, lors de l’édition en Islande.
1998
La fédération internationale de handball (IHF) organise à Doha, au Qatar, la première coupe intercontinentale des nations. L’équipe nationale algérienne messieurs la remporte.
2000 :
L'Algérie renoue avec l’organisation du championnat d’Afrique des nations seniors. En finale de la quatorzième édition, à la salle Harcha Hacene archicomble, elle s’incline logiquement face à l’Égypte.
2001 :
Incendie accidentel de la salle Harcha Hacene, le temple du handball algérien.
2002 :
Après plusieurs mois de travaux, après son incendie en 2001, la salle Harcha Hacen est enfin restaurée, à la grande joie des sportifs des sports ‘Co’.
2004 :
Dixièmes Jeux sportifs arabes : les tournois des jeux sportifs arabes d’Alger (Hommes et dames) sont annulés, faute d’un nombre suffisant d’équipes y participant.
2005 :
Longtemps habituée à une participation au championnat du monde messieurs, le sept national se classe à la 5e place au championnat d’Afrique de Tunis et rate sa qualification au Mondial 2007 en Allemagne.
Ce monumental ratage provoque un ‘séisme’ dans la famille handballistique algérienne. Elle engendre la démission collective du président et des membres du bureau fédéral.
2006 :
Samedi 21 janvier, au restaurant du Golf de Dely Brahim, Yahia Guidoum, ministre de la jeunesse et des sports installe un comité d’experts pour une analyse critique et objective de la débâcle, au championnat d’Afrique des nations de Tunis, causant son élimination du Mondial 2007 d’Allemagne. Ce comité se compose d’anciens internationaux, de personnalités de la petite balle algérienne (Voir liste en annexe)
Samedi 11 mars, est installé, au siège du ministère de la jeunesse et des sports, un directoire de gestion provisoire de la FAHB, composé de 16 anciens handballeurs (Voir liste en annexe). Il est présidé par Daksi Allaoua, ancien président de la FAHB et membre fondateur de la CAHB. La mission de ce comité est de réhabiliter le handball algérien, en collaboration avec le Comité des experts. La mise en conformité avec le nouveau décret n’a été faite qu’à moitié. Il faut aller vers les ligues et les clubs. Toutes les structures, inhérentes à la FAHB sont gelées.
Le 9 novembre, une assemblée générale élective se déroule à l’hôtel militaire de Blida. Elle permet l’élection de Daksi Allaoua et d’un nouveau bureau exécutif pour terminer le mandat laissé vacant par l’ancien président démissionnaire.
2007 :
L’équipe nationale messieurs est absente du championnat du monde abrité par l’Allemagne.
Neuvièmes Jeux africains en Algérie : l’équipe nationale messieurs remporte la médaille d’argent après sa défaite en finale face à celle d’Égypte
Onzièmes Jeux arabes en Égypte : l’équipe nationale messieurs remporte la médaille d’argent après sa défaite en finale face à celle d’Égypte
2008 :
Signature d’une convention de partenariat avec l’ENTV (Entreprise nationale de la Télévision) pour une plus grande médiatisation de la pratique handballistique avec la couverture télévisée des principales compétitions nationales et internationales.
Participation de l’équipe nationale juniors filles au Mondial de Macédoine où elle améliore le classement de l'Algérie avec la seizième place sur vingt nations.
Lancement d’un site Web de la FAHB.
Lors de cette année également, le club d'Alger de handball le MC alger remporte pour la dixième fois de son existence la Ligue des champions d'Afrique de handball.
2009 :
La section Handball du MC Alger, devient GSP (Groupement Sportif Pétrolier). Il s'agit du club le plus titré à ce jour[Quand ?] en Algérie mais aussi en Afrique. Il remportera pour la vingt-deuxième fois le championnat d'Algérie de handball, mais aussi la coupe d'Algérie de handball pour également la vingt-deuxième fois. Cela dit c'est la première fois sous ce nom de GSP.

### Bilan sportif du handball algérien
L'Algérie est l'une des meilleurs nations africaines de handball. Si au niveau national, les équipes rencontres quelques difficultés en finale des compétitions majeurse; en compétitions internationales des clubs en revanche, la domination de l'Algérie est nettement supérieure. Quant aux jeunes, le niveau est plutôt moyen.

#### Palmarès masculin et féminin sénior
Voici sans doute l'un des plus riches palmarès du handball africain, maghrébin et arabe.

##### Palmarès masculin
- 7 Championnat d'Afrique des nations :  Équipe d'Algérie de handball masculin (1981, 1983, 1985, 1987, 1989, 1996 et 2013).
- 3 Jeux africains :  Équipe d'Algérie de handball masculin (1973, 1978 et 1999).
- 1 Jeux méditerranéens :  Équipe d'Algérie de handball masculin (1987).
- 1 Jeux de la solidarité islamique :  Équipe d'Algérie de handball masculin (2004).
- 1 Jeux panarabes :  Équipe d'Algérie de handball masculin (1999).
- 1 Coupe Intercontinentale :  Équipe d'Algérie de handball masculin (1998).

- 13 Ligue des champions d'Afrique :  NADIT Alger (1982) ; MC Alger (1983, 1997, 1998, 1999, 2000, 2003, 2004, 2005, 2006, 2008, 2009) ; MM Batna (1995).
- 12 Coupe d'Afrique des vainqueurs de coupe :  MC Oran (1987) ; MC Alger (1988, 1991, 1992, 1993, 1994, 1995, 1997, 1998 et 1999) ; ERC Alger (1989 et 1990).
- 9 Supercoupe d'Afrique "Babacar Fall" :  MC Alger (1994, 1995, 1996, 1997, 1998, 1999, 2004, 2005 et 2006).
- 6 Coupe arabe des clubs champions :  MC Oran (1983, 1984 et 1988) ; NADIT Alger (1985) ; MC Alger (1989 et 1991).

##### Palmares féminin
- 01 Jeux panafricains :  Équipe d'Algérie de handball féminin (1978).
- 01 Championnat arabe féminin :  Équipe d'Algérie de handball féminin (1986).
- 02 Jeux panarabes :  Équipe d'Algérie de handball féminin (1988 et 1992).
- 03 Championnat Maghrébin :  Équipe d'Algérie de handball féminin (1969, 1970 et 1975).
- 03 Championnat Universitaire :  Équipe d'Algérie de handball féminin (1971, 1974 et 1982).
- 01 Championnat Universitaire Africain :  Équipe d'Algérie de handball féminin (1974).

## Boxe
En boxe, il y a plusieurs noms comme Mohamed Benguesmia champion du Monde en catégorie mi-lourds, Mohamed Tergou fut champion d'Afrique dans les années 1960 tout comme Loucif Hamani qui s'illustrera pour sa part dans les années 1970 et 1980 au Boxing-Club de Choisy-le-Roi, dans la banlieue parisienne (manager : Julien Teissonnières). Et dans les années 1980, il y avait Mustapha Moussa, le premier médaillé olympique du sport algérien et Mohamed Bouchiche qui fut champion d'Afrique professionnel.
Avant l'indépendance, c'est surtout entre les deux guerres et après la deuxième guerre mondiale que des boxeurs algériens se sont illustrés:
l'un des premiers qui a marqué son époque Omar Kouidri, adversaire tenace de Marcel Cerdan qui n'a jamais réussi à le mettre KO après plus de quatre confrontations; c'était bien sûr avant que Cerdan devienne Champion de France. D'autres noms: Bob Omar, dans la catégorie des poids mouches, Omar le Noir en poids légers champion d'Afrique du Nord, Mohamed Bellatréche, champion d'Afrique du Nord poids coq, Hocine Khalfi en poids légers, vainqueur sans titre en jeu du Champion du Monde de la catégorie de l'époque, l'américain Dick Sadler. Enfin le plus prestigieux, le premier à avoir disputé un championnat du monde en professionnels, Chérif Hamia, dans la catégorie des poids plume, perdu en 1957 devant le nigérian Hogan Kid Bassey, après avoir glané de nombreux titres : vainqueur des Golden Gloves de Chicago, Champion de France, Champion d'Europe:il met fin à sa carrière à l'âge de 26 ans après son échec au titre mondial. Il faut aussi citer Alphonse Halimi et Robert Cohen, tous deux dans les poids coqs et qui ont conquis les titres de champion de France, d'Europe et du monde.
Après l'indépendance, c'est surtout en compétitions amateurs que se sont illustrés les pugilistes algériens. Les quelques boxeurs professionnels connus étaient expatriés, surtout, sinon exclusivement en France. Mais ils ont tous défendu et honoré les couleurs de l'Algérie dans le monde entier et remporté pour leur pays de titres internationaux. En professionnels, se sont illustrés notamment, Abdelkader Ould Makhloufi, managé par Jean Traxel, dans la catégorie des poids légers et plumes. C'est le premier champion d'Afrique dans le cadre de l'ABU (African Boxing Union)après les indépendances africaines, après avoir battu à Alger en 1973 le ghanéen Joe Teteh (catégorie plumes). Il est le seul algérien à avoir disputé à ce jour[Quand ?], un "vrai" championnat du Monde (WBC) en 1977 dans la catégorie des plumes, devant le japonais Shibata, qu'il n'a pas pu gagner. Il faut signaler les conditions difficiles dans lesquelles a été préparée et a eu lieu cette confrontation.
L'autre boxeur qui a connu une carrière prestigieuse est le boxeur Loucif Hamani, qui a d'abord fait une brillante carrière en amateurs, s'illustrant de fort belle manière aux JO de Munich en 1972, éliminé de façon contestable devant l'anglais Alan Minter futur challenger au titre mondial des moyens (professionnel). Managé par Julien Teissonières, Hamani gagne d'abord le titre de Champion d'Afrique des poids super-welters devant le nigérian "Sea" Robinson. Las des dérobades du détenteur de la couronne mondiale de la catégorie, l'Allemand Eckhart Dagge, Loucif Hamani passe à la catégorie supérieure des poids moyens. Il dispute une sorte de demi-finale pour le titre mondial (vacant après le retrait de l'Argentin Carlos Monzon) devant le futur champion du Monde Marvin Hagler; battu par KO au deuxième round, Hamani ne reviendra plus au niveau qui a été le sien auparavant. Il assurera néanmoins un magnifique spectacle de boxe lors des grandes soirées parisiennes qui eurent lien au milieu et à la fin des années 1980.
Hocine Soltani a obtenue médaille d'or aux jeux olympiques d'Atlanta en 1996 dans la catégorie des poids légers après avoir notamment remporté les jeux méditerranéens et décroché une médaille de bronze (en plumes) lors des précédents jeux disputés à Barcelone. Après des débuts professionnels prometteurs (quatre victoires en autant de combats), il fut contraint de mettre sa carrière entre parenthèses en raison de graves problèmes personnels.
Imane Khelif a obtenue médaille d'or aux Jeux olympiques d'été de 2024.